# Muktisari (Langensari)
Muktisari is een bestuurslaag in het regentschap Banjar van de provincie West-Java, Indonesië. Muktisari telt 5916 inwoners (volkstelling 2010).